# Richmond (hrabstwo Sagadahoc)
Richmond – jednostka osadnicza w Stanach Zjednoczonych, w stanie Maine, w hrabstwie Sagadahoc.